# کلمبیا (لوئیزیانا)
کلمبیا (به انگلیسی: Columbia) شهری در ایالت لوئیزیانا کشور ایالات متحده آمریکا است که جمعیت آن در سرشماری سال ۲۰۱۰ میلادی، ۳۹۰ نفر بوده‌است.

## نگارخانه

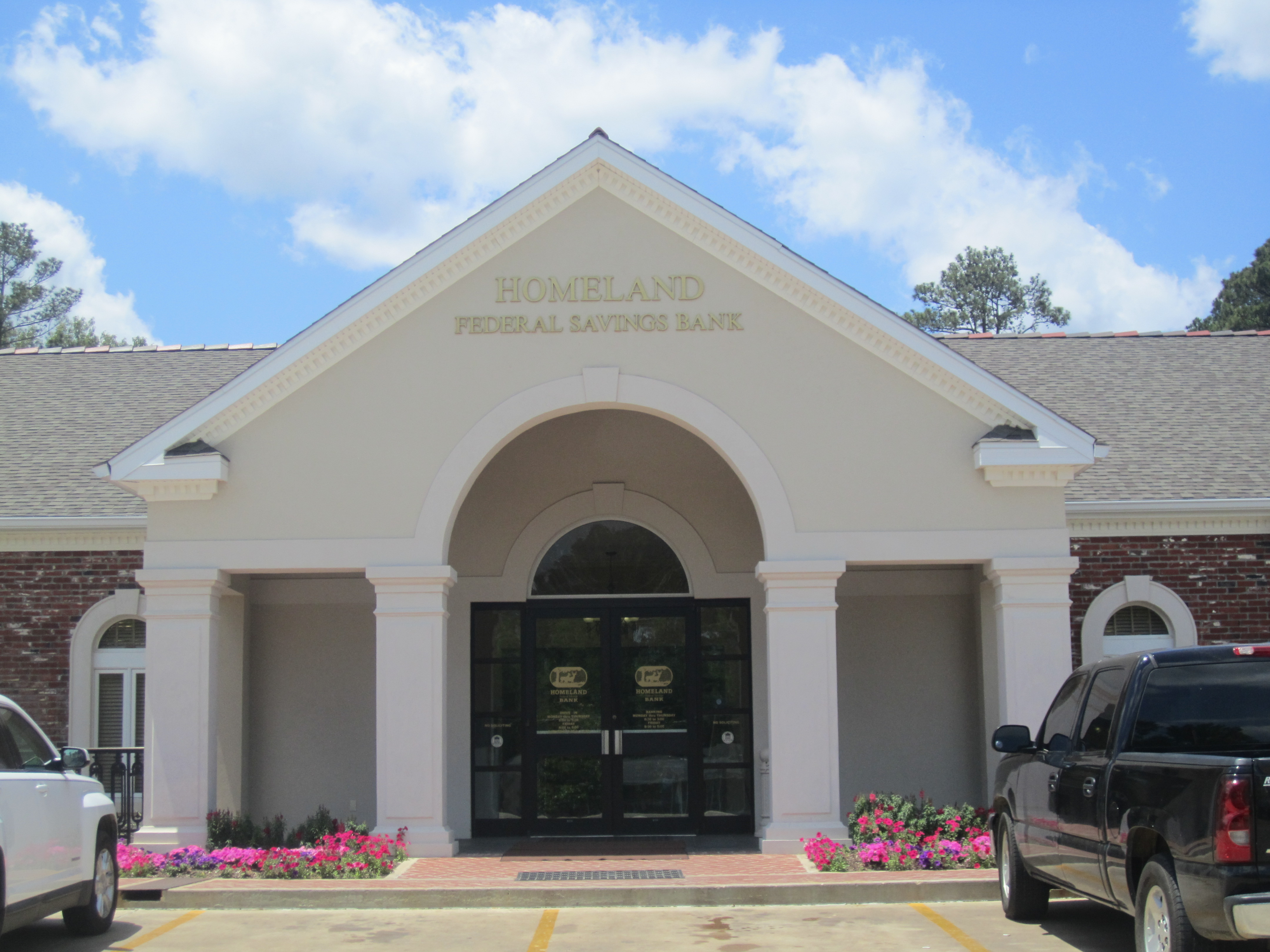
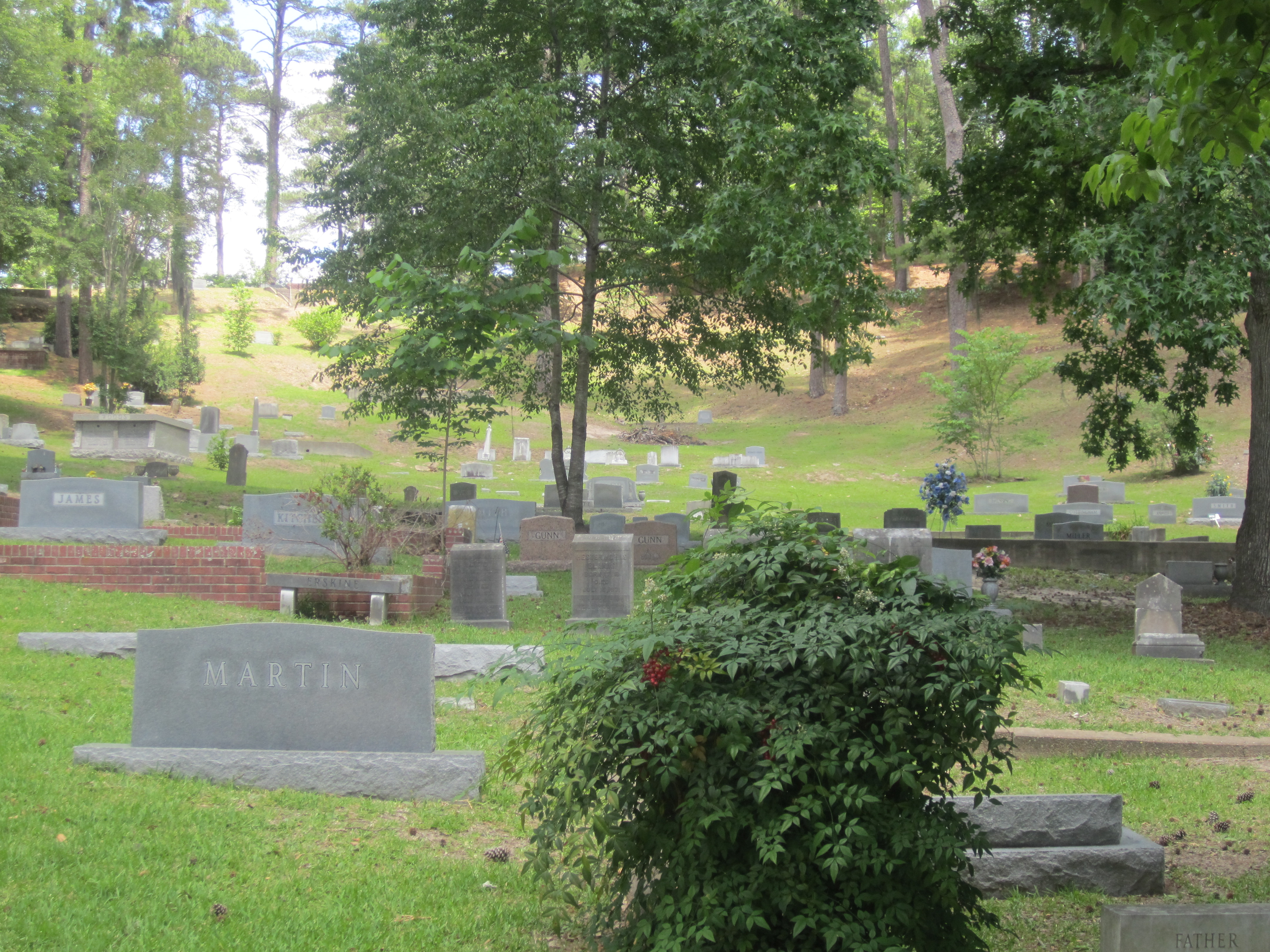
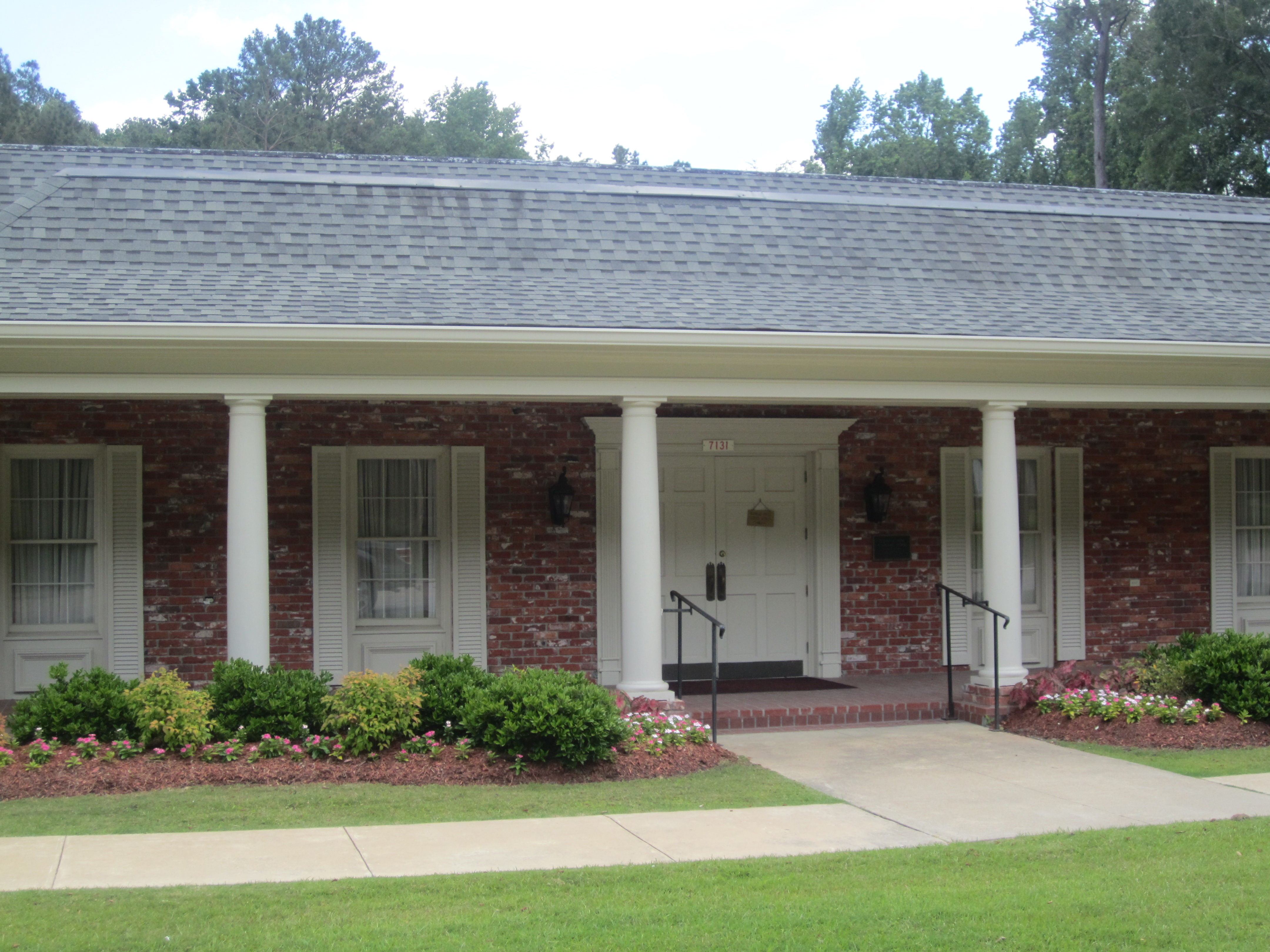
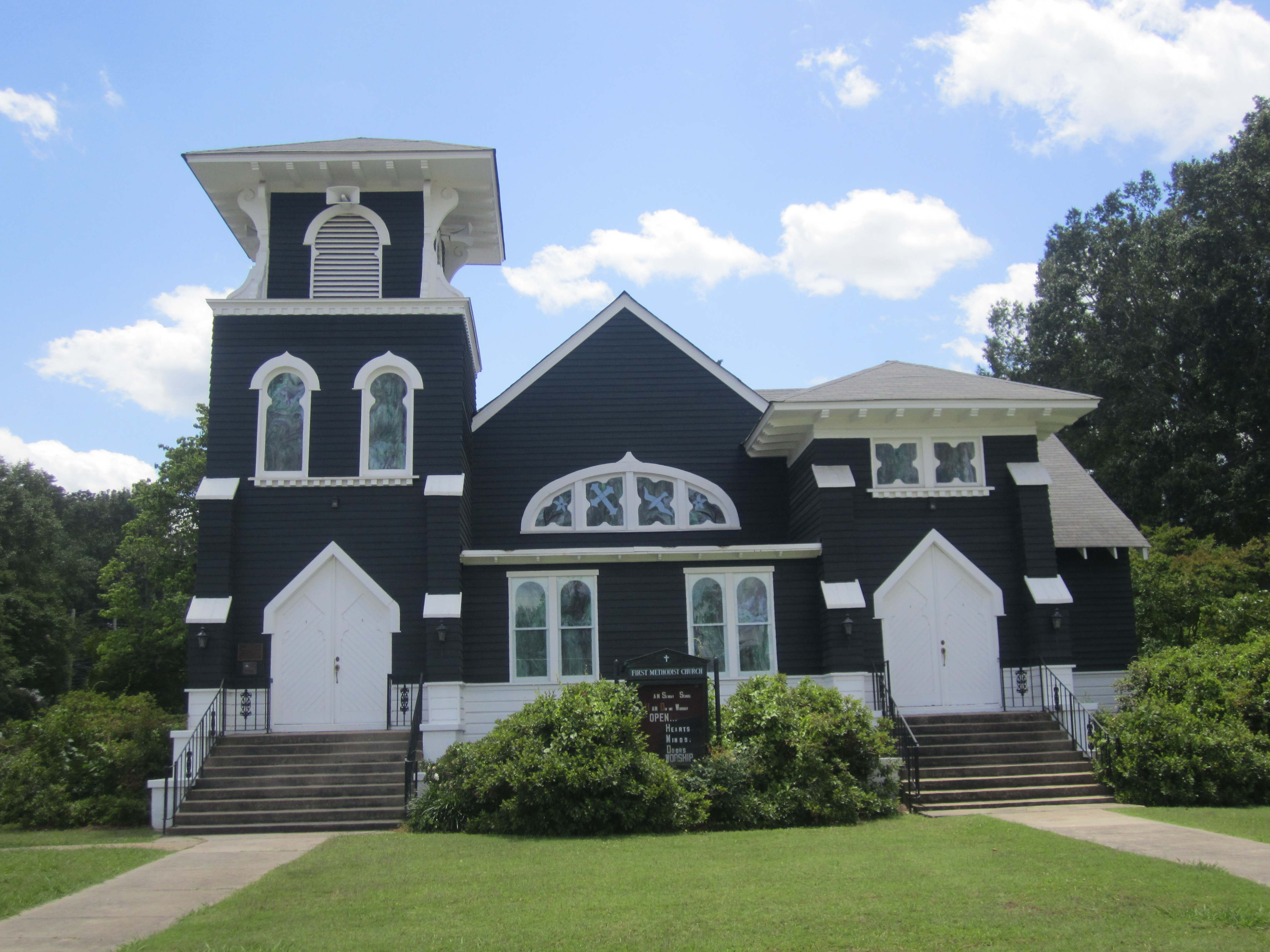
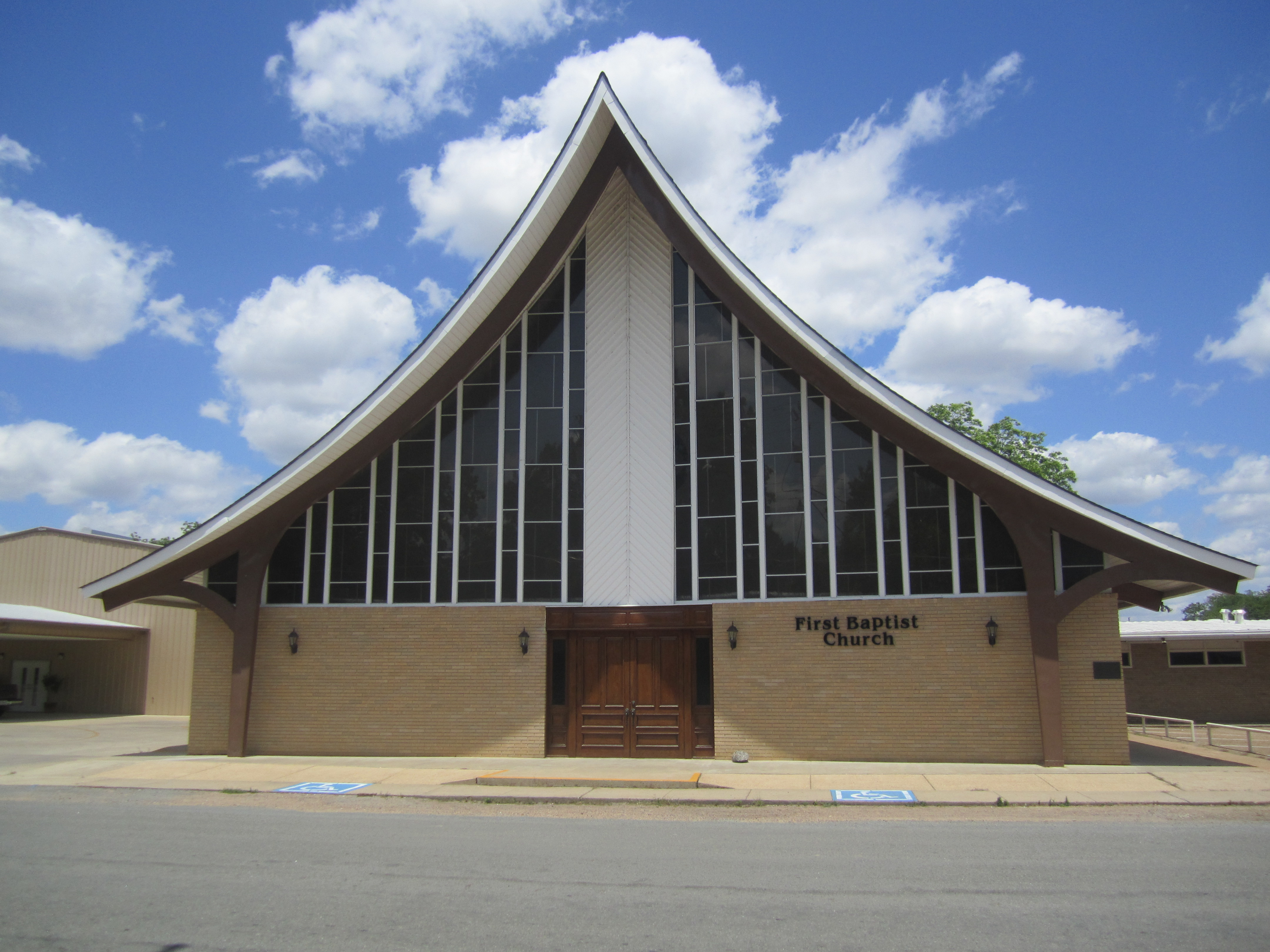
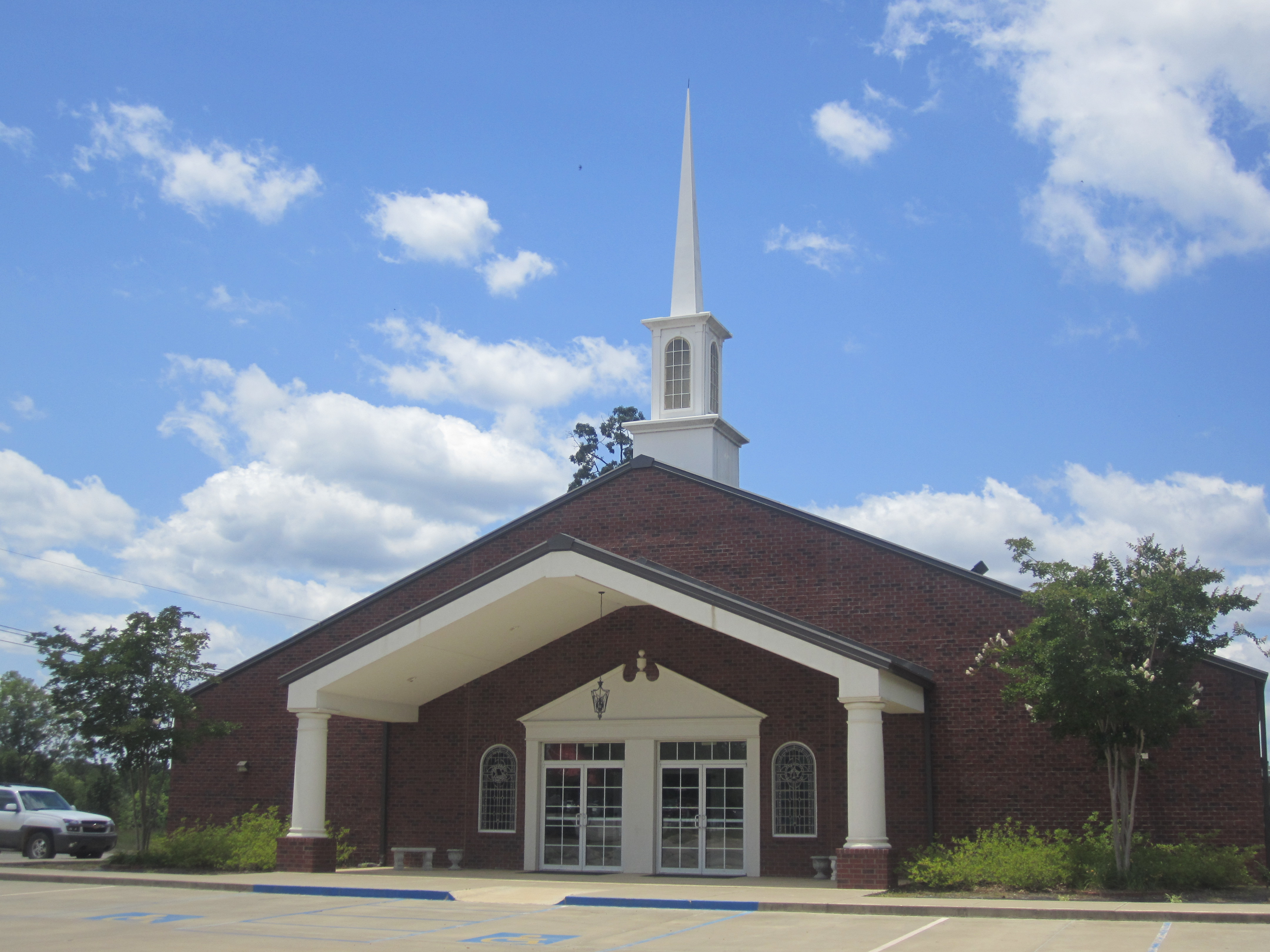